# Thomas Seilner
Thomas Seilner (* 14. Dezember 1957 in Wadgassen) ist ein deutscher Sportler und Politiker (CDU).
Seilner machte 1978 das Abitur und studierte Chemie an der Universität des Saarlandes, wo er auch eine Sprachausbildung in Polnisch und Russisch machte. Er war technischer Angestellter in der Umwelt- und Strahlenschutzüberwachung in kerntechnischen Anlagen.
Seilner wurde mehrfach Saarlandmeister im Langstrecken- und Skilanglauf. Er nahm 1979 an der Militär-WM über 5000 m in Algier teil und wurde Siebter. 1981 belegte er den vierten Platz bei den Studentenweltspielen über 3000 m in der Halle in Sofia.
1974 wurde Seilner Mitglied der Jungen Union, 1976 der CDU. Er war von 1990 bis 1993 Landesvorsitzender der Jungen Union Saar und wurde 1991 stellvertretender Kreisvorsitzender in Saarlouis und ab 1993 Ortsvorsitzender in Wadgassen. Von 1990 bis 1999 saß er im Landtag des Saarlandes.
Seilner ist stellvertretender Vorsitzender des Saarländischen Leichtathletikbundes.